# Опракса
Опракса (Кулиха) — река в России, протекает по Дальнеконстантиновскому району Нижегородской области. Устье реки находится в 59 км от устья Озёрки по левому берегу. Длина реки составляет 12 км.
Исток реки юго-западнее села Ишино в 12 км к юго-востоку от Дальнего Константинова. Течёт на северо-восток, впадает в Озёрку у деревни Ключищи.

## Данные водного реестра
По данным государственного водного реестра России относится к Верхневолжскому бассейновому округу, водохозяйственный участок реки — Волга от устья реки Ока до Чебоксарского гидроузла (Чебоксарское водохранилище), без рек Сура и Ветлуга, речной подбассейн реки — Волга от впадения Оки до Куйбышевского водохранилища (без бассейна Суры). Речной бассейн реки — (Верхняя) Волга до Куйбышевского водохранилища (без бассейна Оки).
Код объекта в государственном водном реестре — 08010400312110000034318.